# Ajdyn Smaghulov
Ajdyn Smaghulov (kazakiska: Айдын Смағұлов, Ajdyn Smaghulov, ryska: Айдын Смагулов, Ajdyn Smagulov), född den 1 december 1976 i Öskemen, Kazakstan, är en kirgizisk judoutövare.
Han tog OS-brons i herrarnas extra lättvikt i samband med de olympiska judotävlingarna 2000 i Sydney.